# 黎美萱
黎美萱（英語：Michelle Lai Mei Huen，1996年5月15日—），香港女藝人，畢業於香港浸會大學電影學院，主修表演技巧。

## 簡歷
黎美萱從2018年開始參與港台電視節目，擔任《日常8點半》外景主持，2019年更參與ViuTV電視劇。2017年參選過《香港小姐》，於12強止步。《最後一屆口罩小姐選舉》40強參賽者，《全民造星IV》第一輪96強止步。
2024年，轉投HOY TV，主持《一線搜查》。

## 演出

### 電視節目主持（港台電視）
- 2018年開始：《日常8點半》外景主持
- 2022年開始：《凝聚香港》外景及廠主持
- 2023年開始：《醫生與你》廠主持
- 2024年：《講飲講食講健康》外景主持

### 電視節目主持（HOY TV）
- 2024年開始：《一線搜查》主持

### 節目演出（ViuTV）
- 2020年：《對號入座》（十二星座男女）[6]
- 2021年：《最後一屆口罩小姐選舉》（40強參賽者）
- 2021年：《長知昔》（主持）
- 2021年：《全民造星IV》（96強參賽者）

### 電視劇（ViuTV）
- 2019年：《教束》 飾 徐家琪
- 2020年：《黑市-過夜》 飾 Dada
- 2020年：《打天下》 飾 芳柔
- 2022年：《大誠實家》飾 少婦

### 電視劇（香港電台）
- 2023年：《不再盤旋只因你 （页面存档备份，存于）》[7]

### 微電影
- 2023年：《是日精選》飾 惠 （第十七屆鮮浪潮國際短片節開幕短片）

## 外部連結
- 黎美萱的Facebook專頁
- 黎美萱的Instagram帳戶